# تیم ملی فوتبال زیر ۲۱ سال کوزوو
تیم ملی فوتبال زیر ۲۱ سال کوزوو (آلبانیایی: Kombëtarja e futbollit të Kosovës nën 21 vjeç) یا تیم ملی فوتبال جوانان کوزوو، نماینده کشور کوزوو در مسابقات فوتبال جوانان اروپا و جهان است که زیر نظر فدراسیون فوتبال کوزوو فعالیت می‌کند. 